# 10670 Семиноженко
10670 Семино́женко (10670 Seminozhenko) — астероїд головного поясу, відкритий 14 серпня 1977 року.
Тіссеранів параметр щодо Юпітера — 3,333.